# یان کورناکوویچ
یان کورناکوویچ (لهستانی: Jan Kurnakowicz؛ ‏ ۲۷ ژانویهٔ ۱۹۰۱ – ۴ اکتبر ۱۹۶۸) بازیگر اهل لهستان بود.
از فیلم‌ها یا مجموعه‌های تلویزیونی که وی در آن‌ها نقش داشته‌است، می‌توان به جوانی شوپن، موضوعی برای حل و فصل، پان تفاردوفسکی و ترانه‌های ممنوعه اشاره نمود.